# Holigarna arnottiana
Holigarna arnottiana är en sumakväxtart som beskrevs av Nathaniel Wallich och Joseph Dalton Hooker. Holigarna arnottiana ingår i släktet Holigarna och familjen sumakväxter. Inga underarter finns listade i Catalogue of Life.